# Karlacoris
Karlacoris is een geslacht van wantsen uit de familie van de Reduviidae (Roofwantsen). Het geslacht werd voor het eerst wetenschappelijk beschreven door Mali B. Malipatil in 1988.

## Soorten
Het genus is monotypisch en bevat alleen de volgende soort:

- Karlacoris rotundatus Malipatil, 1988